# Vållande till kroppsskada eller sjukdom
Vållande till kroppsskada eller sjukdom är ett  brott enligt 3 kap. 8 § i den svenska Brottsbalken.
Den som av oaktsamhet orsakar annan person sådan kroppsskada eller sjukdom som inte är ringa, döms för detta brott till böter eller fängelse i högst sex månader. Är brottet grovt, döms till fängelse i högst fyra år.
- Bilist som har kört på och skadat fotgängare på obevakat övergångsställe har frikänts för vårdslöshet i trafik men dömts till 50 dagsböter om 110 kr för vållande av kroppsskada enligt NJA 1996 s. 590.

Vid bedömande av om brottet är grovt skall enligt lagen särskilt beaktas:
1. om gärningen har innefattat ett medvetet risktagande av allvarligt slag, eller gör det medvetet.
2. om gärningsmannen, när det krävts särskild uppmärksamhet eller skicklighet, har varit påverkad av alkohol eller något annat medel eller annars gjort sig skyldig till en försummelse av allvarligt slag.

- Vållande till kroppsskada har ansetts grovt med hänsyn till bland annat att skadan förorsakats av ett livsfarligt vapen enligt NJA 1994 s. 500.

Om en liknande handling begås med uppsåt, bedöms den som misshandel.